# Johann Balthasar Lüderwald
Johann Balthasar Lüderwald (* 27. September 1722 in Fahrland; † 25. August 1796 in Vorsfelde) war ein deutscher lutherischer Theologe und Geistlicher.

## Leben
Lüderwald war Sohn des Predigers Balthasar Lüderwald (1685–1734). Er besuchte von 1735 bis 1738 das Gymnasium Anna-Sophianeum in Schöningen. Anschließend ging er zum Studium der Theologie an die Universität Helmstedt, an der er von 1739 bis 1742 blieb. Sein Studium war vor allem durch Johann Lorenz von Mosheim geprägt. Nach dem Studium war er bis 1747 als Hauslehrer tätig. 1747 übernahm er das Pfarramt in Glentorf.
Lüderwald wurde 1762 zum Herzoglich Braunschweigisch-Lüneburgischen Superintendenten und Pastor primarius in Vorsfelde ernannt. Im Jahr 1764 wurde er entweder von der Universität Göttingen oder von der Universität Helmstedt zum Doktor der Theologie promoviert. Er verblieb bis 1790 im Amt und verbrachte seinen Ruhestand in Vorsfelde.
Lüderwald war zunächst Anhänger der Aufklärung und dabei unter anderem Christian Wolffs. Später wandte er sich der Lutherischen Spätorthodoxie zu und war Teil des Fragmentenstreits. Er war dabei Gegner von Gotthold Ephraim Lessing.

## Werke (Auswahl)
- Ausführliche Untersuchung von der Berufung und Seligkeit der Heyden, 2 Bände, Wolfenbüttel 1754.
- Bemühungen zur gründlichen Beurtheilung und Erkenntnis der Offenbarung Johannis, 2 Bände, Kühnlin, Helmstedt 1777–1778.
- Freye Anmerkungen über einige die heilige Schrift deren Würde und Nothwendigkeit betreffende so genannte Axiomata, Kühnlin, Helmstedt 1780.
- Kurze und deutliche Beicht- und Abendmahls-Betrachtungen für Anfänger im Christenthum, Kühnlin, Helmstedt 1781.
- Ueber Allegorie und Mythologie in der Bibel: insonderheit in Absicht auf den Propheten Jona und andere Wunderbegebenheiten, Kühnlin, Helmstedt 1786.
- Die sechs ersten Capitel Daniels: nach Historischen Gründen geprüft und berichtiget, Kühnlein, Helmstedt 1789.